# Mipo O
Pour les articles homonymes, voir O.
Mipo O (呉美保, O Mipo), née le 14 mars 1977 à Iga, est une réalisatrice et scénariste japonaise.

## Biographie
Mipo O étudie à l'Université des arts d'Osaka
Son film The Light Shines Only There (そこのみにて光輝, Soko nomi nite hikari kagayaku), sorti en 2014, est sélectionné comme entrée japonaise pour l'Oscar du meilleur film en langue étrangère à la 87e cérémonie des Oscars.
En 2023, elle réalise un des films de l'omnibus Tell It Like a Woman, huit ans après avoir sorti Being Good.

## Filmographie

### Comme réalisatrice
- 2006 : Sakai-ke no shiawase (酒井家のしあわせ?)
- 2010 : Here Comes the Bride, My Mom! (オカンの嫁入り, Okan no yomeiri?)
- 2011 : Quirky Guys and Gals (サビ男サビ女, Sabi otoko sabi onna?)
- 2012 : Seishun Algorithm (青春アルゴリズム, Seishun arugorizumu?) (téléfilm)
- 2014 : The Light Shines Only There (そこのみにて光輝く, Soko nomi nite hikari kagayaku?)
- 2015 : Being Good (きみはいい子, Kimi wa īko?)[2]
- 2023 : A Week in My Life, participation au film collectif Tell It Like a Woman

### Comme scénariste
- 2006 : Sakai-ke no shiawase (酒井家のしあわせ?)
- 2010 : Here Comes the Bride, My Mom! (オカンの嫁入り, Okan no yomeiri?)
- 2011 : Quirky Guys and Gals (サビ男サビ女, Sabi otoko sabi onna?)

## Distinctions

### Récompenses
- 2014 : prix du meilleur réalisateur pour The Light Shines Only There au Festival des films du monde de Montréal[3]
- 2015 : prix Blue Ribbon du meilleur réalisateur pour The Light Shines Only There[4]
- 2015 : prix Kinema Junpō de meilleur film, de la meilleure réalisation, du meilleur scénario et prix de la meilleure réalisation (choix des lecteurs) pour The Light Shines Only There[5]
- 2015 : prix Mainichi de la meilleure réalisation pour The Light Shines Only There[6]
- 2015 : NETPAC Award au Festival international du film de Moscou
- 2016 : prix du Jury Inalco (coup de cœur)[7], prix de la critique[8], prix du jury lycéen[9] et prix du film de fiction (prix du public)[10] pour Being Good au festival international des cinémas d'Asie de Vesoul

### Sélections
- 2014 : en compétition pour le Grand prix des Amériques avec The Light Shines Only There au Festival des films du monde de Montréal[3]
- 2015 : en compétition pour le George d'or du meilleur film au Festival international du film de Moscou